# Aardappelchips
Aardappelchips of chips zijn gebakken (aardappel)schijfjes.
Het vroegst bekende recept voor chips verscheen in William Kitchiner's kookboek 'The Cook's Oracle', voor het eerst gepubliceerd in 1817. Het was een bestseller in Engeland en de Verenigde Staten. In de editie uit 1822 verscheen recept 104 onder de naam "Potatoes fried in Slices or Shavings" (aardappelen gebakken in plakjes of schaafsels) en leest: "pel grote aardappelen, snijd ze in plakjes ongeveer een kwart van een inch dik, of snijd ze in schaafsel rond en rond, zoals je een citroen zou pellen; droog ze goed in een schone doek, en bak ze in reuzel of bakvet".
Vroege recepten voor chips in de Verenigde Staten zijn te vinden in Mary Randolphs Virginia House-Wife (1824) en in N.K.M. Lee's Cook's Own Book (1832) die beide expliciet naar Kitchiner verwijzen.
Een populaire legende zegt dat chips oorspronkelijk in 1853 werden bedacht door de Amerikaanse kok George Crum toen een ontevreden klant klaagde dat zijn aardappelschijfjes te dik, te klef en niet voldoende gezouten waren. Crum voelde zich zwaar beledigd en sneed ze flinterdun en bakte ze door, waarna hij ze aan zijn lastige klant serveerde, die ze vervolgens met veel smaak verorberde. Zijn cynische grap bleek het begin te zijn van een doorslaand succes, de chips waren geboren.
De eenvoudigste manier om (zelf) chips te maken, is door aardappelen in schijfjes te snijden, en die schijfjes te bakken of te frituren. De aardappelen kunnen van tevoren licht voorgekookt zijn. Na het bakken kunnen ze met wat zout geconsumeerd worden. De smaak wordt bepaald door het aardappelras, de soort bakolie, het bakproces en de stoffen die toegevoegd worden zoals zout. Naast zout is vooral paprikapoeder populair.
Sommige chips hebben speciale vormen. Daarvoor wordt een ander productieproces gebruikt. Van de aardappelen wordt eerst puree gemaakt dat vervolgens door een vorm geperst wordt. Op die manier zijn bijvoorbeeld Wokkels of stapelchips zoals Pringles te maken.

## Internationale benamingen
In het Verenigd Koninkrijk zijn fish and chips populair. Met deze chips wordt echter friet bedoeld, daar chips het Engelse woord voor patat is. Aardappelchips worden in het Verenigd Koninkrijk en Ierland crisps genoemd. In de Verenigde Staten worden ze potato chips genoemd en frieten heten daar French fries.

## Kleinschalige productie

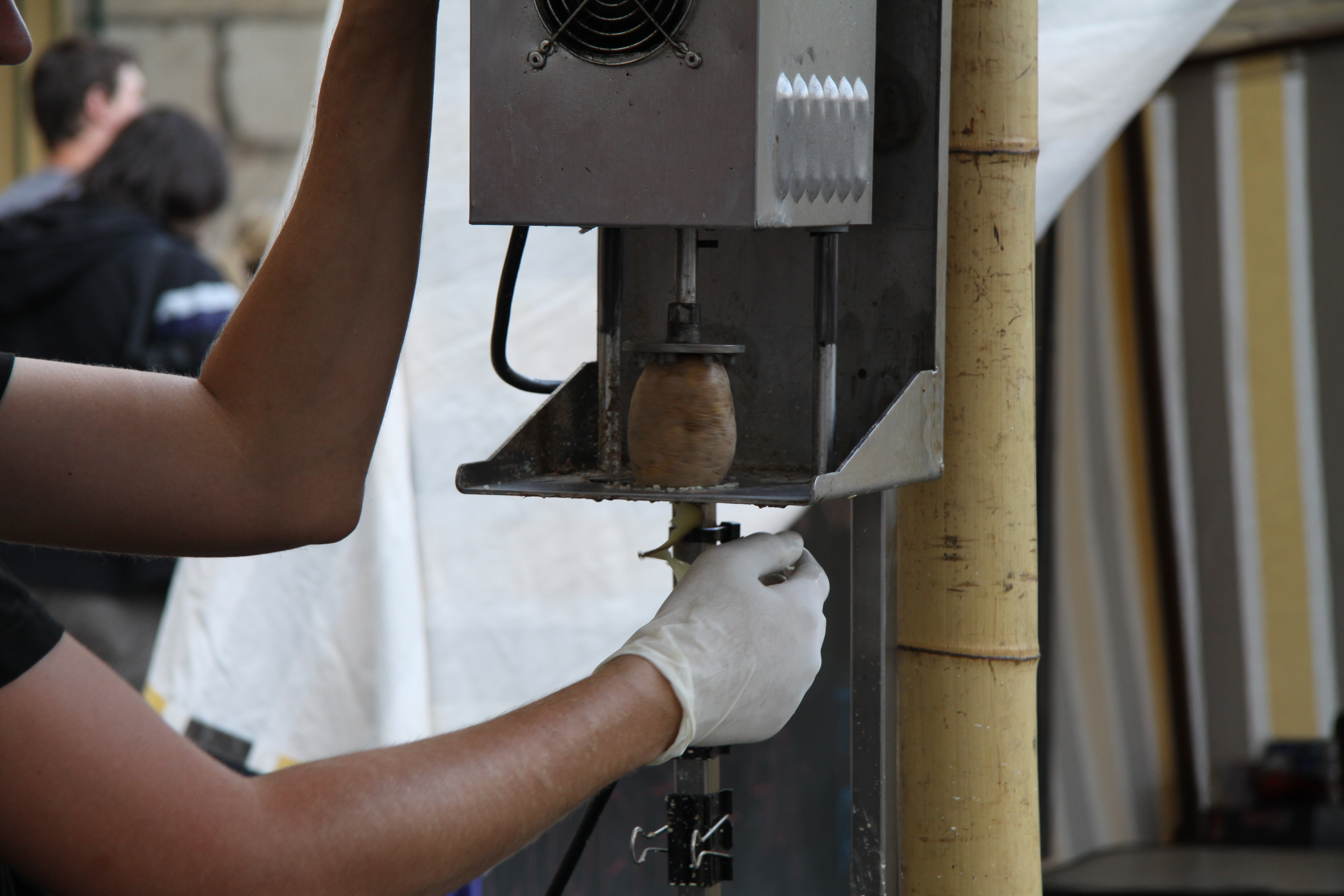
Van de snijmachine
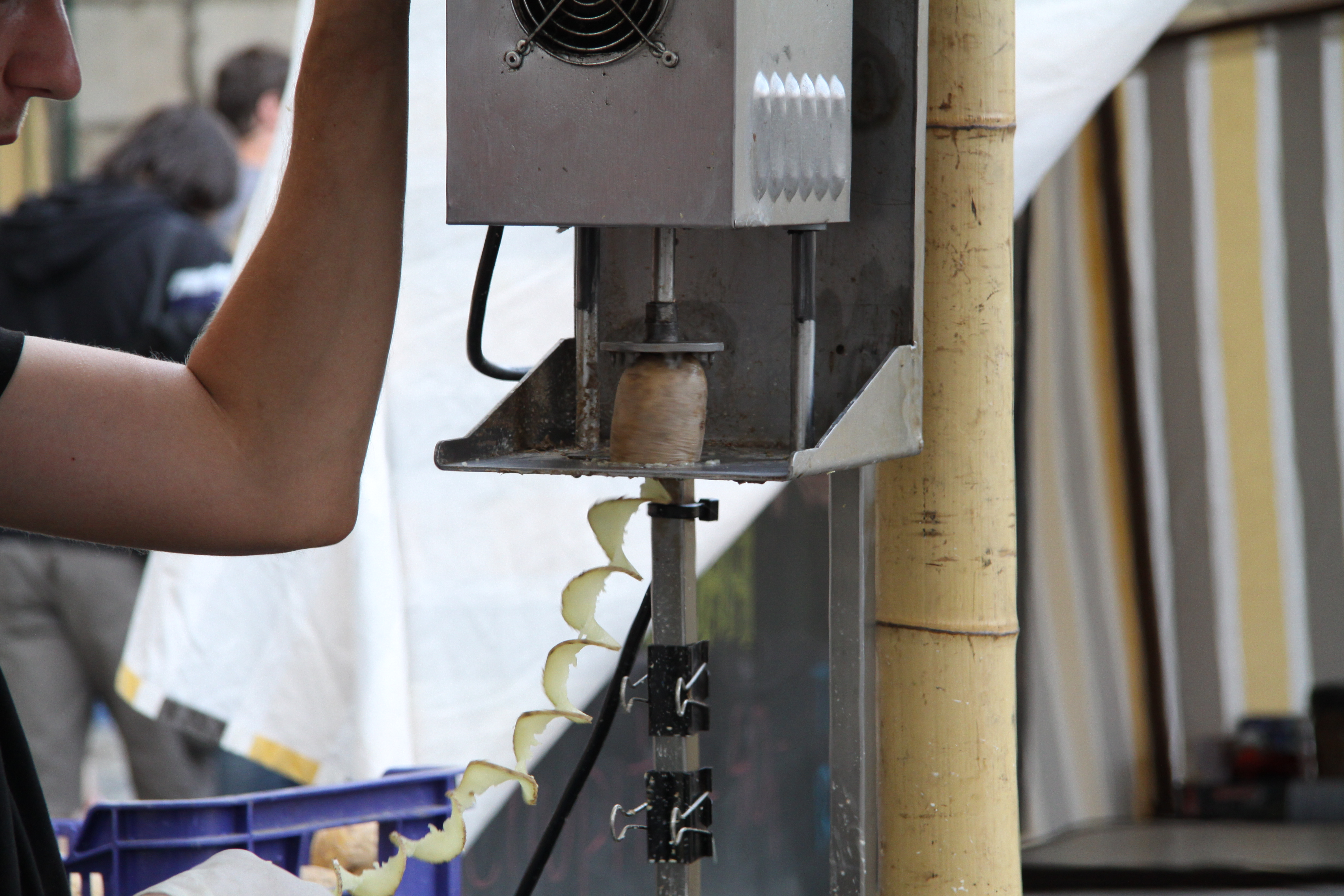
in dunne plakjes
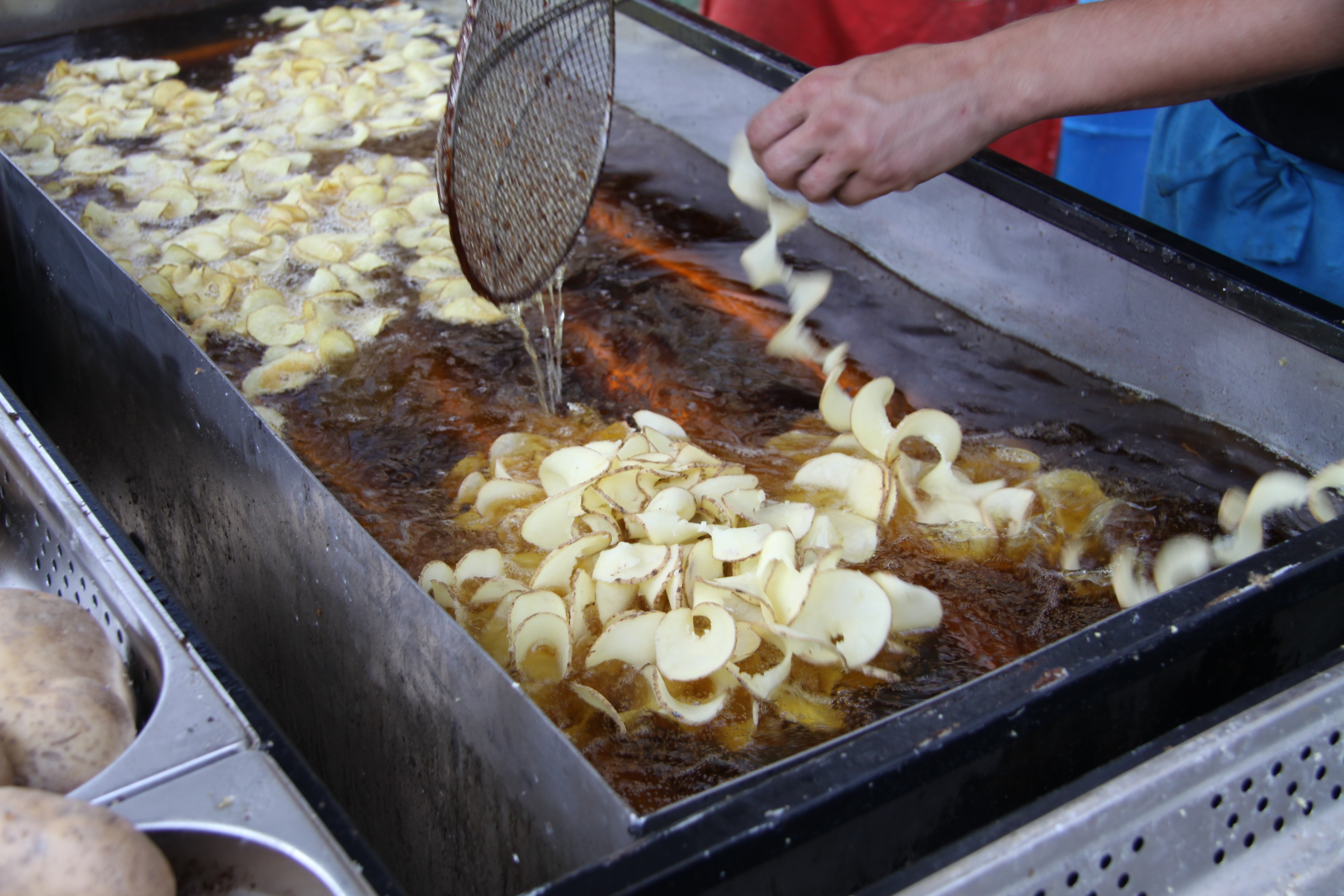
de olie in
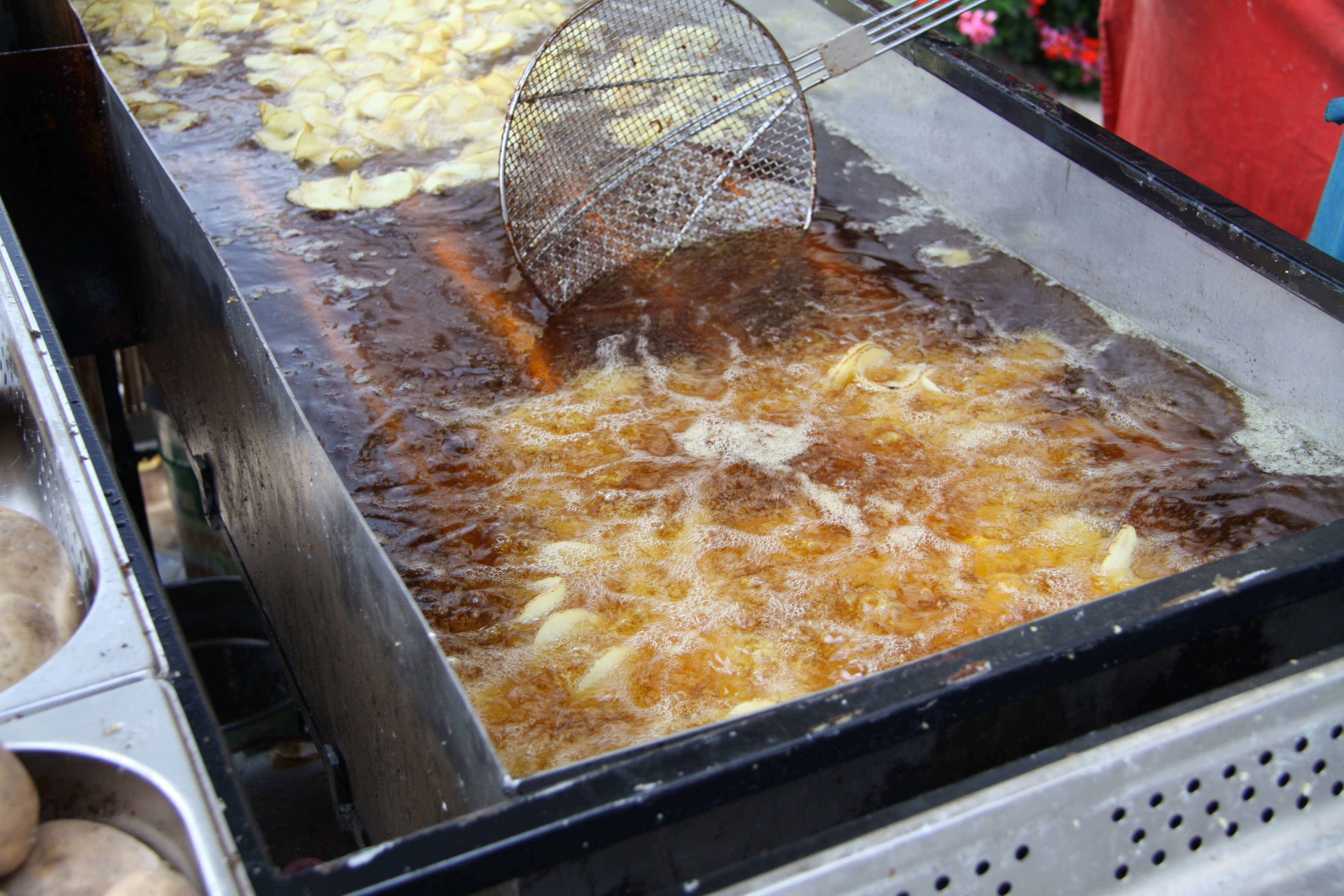
om enkele minuten te bakken,
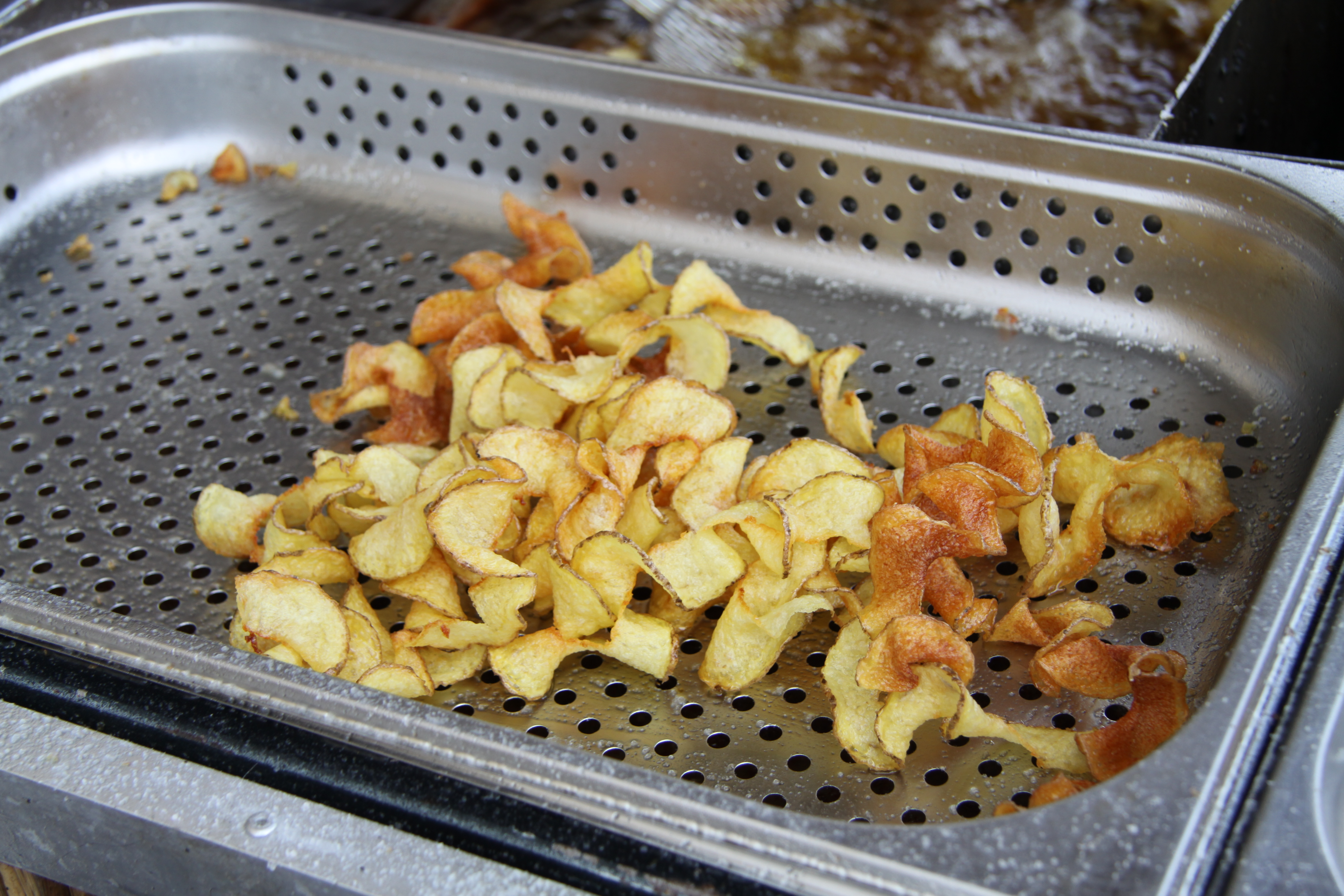
daarna uitlekken en zouten.

## Merken
- Waltson
- Croky
- Kettle
- Lays
- Pringles
- Tyrrells